# Ruth Williams Khama
Ruth Williams Khama, Lady Khama (Blackheath, Londres, 9 de diciembre de 1923 - Gaborone, 22 de mayo de 2002) fue la esposa de Seretse Khama, Jefe Supremo de la tribu Bamangwato y posteriormente primer presidente de la República de Botsuana. Su matrimonio interracial provocó una fuerte controversia a finales de la década de 1940, en medio de la instauración del apartheid en Sudáfrica, país vecino del de su marido y también entonces bajo control del Imperio británico. Williams Khama ejerció como primera dama de Botsuana entre 1966 y 1980, durante la presidencia de su marido, hasta la muerte de este. Fue madre de Ian Khama, quien también sería presidente de Botsuana entre 2008 y 2018, y del parlamentario Tshekedi Khama II.

## Biografía

### Primeros años
Nació con el nombre de Ruth Williams el 9 de diciembre de 1923 en Meadowcourt Road, Blackheath, en el sur de Londres. Ella era la hija de George y Dorothy Williams. Su padre había servido como capitán en el ejército británico en la India, y más tarde trabajó en el comercio del té. Ella tenía una hermana, Muriel Williams-Sanderson, con quien se mostraba muy unida. Fue educada en la Escuela de Gramática Eltham Hill y luego se desempeñó como conductora de ambulancias WAAF en varios aeródromos en el sur de Inglaterra durante la Segunda Guerra Mundial. Después de la guerra, trabajó como secretaria para Cuthbert Heath, una firma de aseguradores en Lloyd's of London.

### Matrimonio y descendencia
En junio de 1947, en un baile en Nutford House organizado por la Sociedad Misionera de Londres, su hermana le presentó al entonces Príncipe Seretse Khama. Era el hijo del jefe supremo Sekgoma II del pueblo Bamangwato, en el entonces protectorado británico de Bechuanalandia y estaba estudiando derecho en el Templo Interior de Londres después de un año en el Balliol College de Oxford. Ambos eran fanáticos de la música de jazz, particularmente The Ink Spots, y se enamoraron rápidamente. Siendo Williams una mujer inglesa y blanca de origen relativamente humilde y Khama un príncipe negro africano, sus planes para casarse resultaron profundamente controvertidos tanto para los ancianos tribales de Bechuanalandia como para el gobierno de Sudáfrica, que recientemente estaba instaurando el sistema de segregación racial conocido como apartheid. El gobierno británico intervino en un intento de detener el matrimonio. El obispo de Londres, William Wand, dijo que permitiría una boda en la iglesia solo si el gobierno estaba de acuerdo.
Williams y Khama se casaron finalmente en la oficina de registro de Kensington en septiembre de 1948. El entonces primer ministro de Sudáfrica, Daniel Malan, describió el enlace como «nauseabundo». Julius Nyerere, quien posteriormente sería presidente de Tanzania, dijo que el matrimonio entre Khama y Williams era «una de las grandes historias de amor del mundo». La pareja regresó a Bechuanalandia, entonces un protectorado británico, donde el tío de Khama, Tshekedi Khama, ejercía como regente. Después de que la pareja recibiera el apoyo popular en Bechuanalandia, Khama fue llamado a Londres en 1950 para discutir con funcionarios británicos. Se le impidió regresar a su casa y le dijeron que debía permanecer en el exilio. Williams se unió a él en Inglaterra y el matrimonio vivió en el exilio desde 1951, residiendo en Croydon.
La pareja tuvo cuatro hijos. Su primera hija fue Jacqueline, nacida en 1950, en Bechuanalandia, poco después de que Khama fuerza forzado a exiliarse. Su segundo hijo fue Ian, nacido en el exilio en 1953, y los gemelos Anthony y Tshekedi nacieron en Bechuanalandia en 1958. Tshekedi llevó el nombre de su tío abuelo, mientras que Anthony llevó el nombre del parlamentario Tony Benn, que había sido uno de los principales defensores del retorno de Khama a su país. La familia pudo volver a Bechuanalandia en 1956, después de que el pueblo de Bamangwato enviara un telegrama a la reina Isabel II. Khama renunció a su trono tribal y se dedicó a la actividad ganadera por un breve tiempo en Serowe, antes de retornar a la política.

### Primera dama
Khama fundó el Partido Democrático de Botsuana en 1961, con el cual disputó y ganó las primeras elecciones bajo sufragio universal del país en 1965, asumiendo como presidente de la moderna «República de Botsuana» tras el final del protectorado el 30 de septiembre de 1966. Williams Khama asumió a su vez como primera dama del nuevo país. A pesar de las controversias en torno a su origen blanco, Williams Khama fue una figura muy popular en Botsuana y actuó como una primera dama influyente y políticamente activa durante el mandato de su esposo. Tras la muerte de Khama en julio de 1980, Williams Khama recibió el título honorífico de Mohumagadi Mma Kgosi (Madre del Jefe o "Reina madre").

### Vida posterior y fallecimiento
Ella permaneció el resto de su vida en Botsuana, residiendo en una gran granja en las afueras de Gaborone, y dedicando su tiempo a su familia y a causas caritativas. Falleció el 22 de mayo de 2002, a los 78 años, víctima de un cáncer de esófago. Fue enterrada junto a su marido. Dos de sus hijos, Ian Khama y Tshekedi Khama II, se mantendrían como importantes dirigentes en la política botsuana.

## En la cultura popular
En 1990 se realizó una película, A Marriage of Inconvenience, basada en el libro de Michael Dutfield con el mismo nombre, sobre los Khama. Se ha publicado un libro, Color Bar, sobre la relación y las luchas de los Khama. Lady Khama es retratada por Rosamund Pike en la película de 2016 A United Kingdom dirigida por Amma Asante.